# Laufilitonga

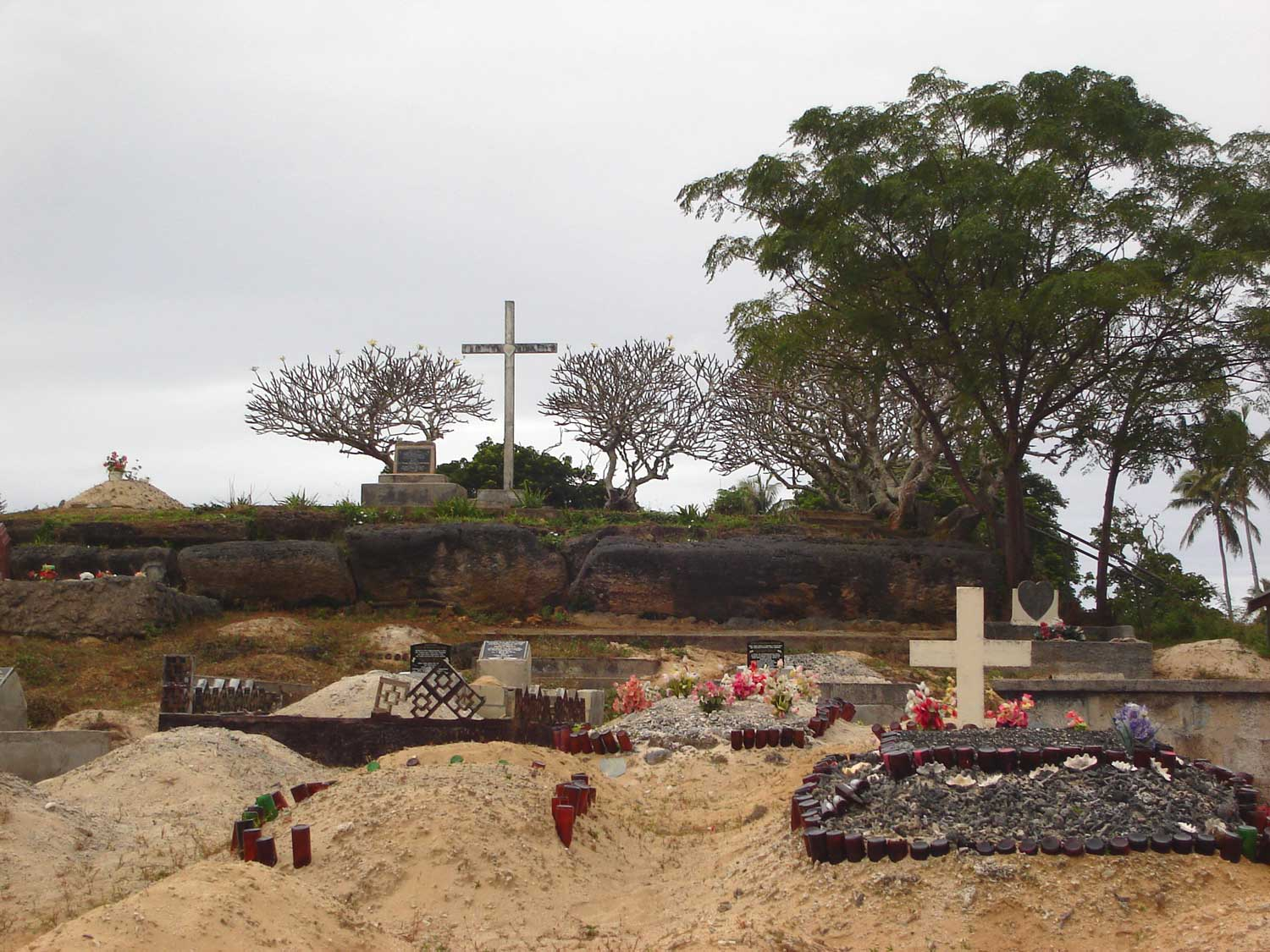
Tombe de Laufilitonga

Samuelio Fatafehi Laufilitonga, né le 24 août 1797 et décédé le 9 décembre 1865, fut le 39e et dernier chef suprême des Tonga (Tu'i Tonga) de 1827 à 1865.
Laufilitonga naît en 1797, il était trop jeune pour accéder au titre lors de la mort de son père. Il tenta par la suite de rehausser le pouvoir des Tuʻi Tonga, mais fut vaincu lors d'une bataille à Velata par le futur George Tupou Ier en 1826. Il conserva son titre, mais dénué de tout pouvoir temporel ou spirituel, il mourut en 1865.